# Околич, Александр
Александр Околич (серб. Александар Околић; 26 июня 1993, Модрича, Босния и Герцеговина) — сербский волейболист, центральный блокирующий, игрок клуба «Ческе-Будеёвице» и сборной Сербии. Призёр чемпионата Европы и Мировой лиги. С разными клубами становился чемпионом Сербии, Германии и Греции.